# Situwangi (Rakit)
Situwangi is een bestuurslaag in het regentschap Banjarnegara van de provincie Midden-Java, Indonesië. Situwangi telt 5365 inwoners (volkstelling 2010).